# سیارک ۱۲۸۷
سیارک ۱۲۸۷ (به انگلیسی: 1287 Lorcia، نامگذاری:1933QL) هزار و دویست و هشتاد و هفتمین سیارک کشف شده‌است که در ۲۵ اوت ۱۹۳۳ کشف شد.
قدر مطلق سیارک برابر ۱۱٫۰۷ است.